# Boécourt
 (avril 2023).
Si vous disposez d'ouvrages ou d'articles de référence ou si vous connaissez des sites web de qualité traitant du thème abordé ici, merci de compléter l'article en donnant les références utiles à sa vérifiabilité et en les liant à la section « Notes et références ».
Boécourt est une commune suisse du canton du Jura, située dans le district de Delémont.
Elle est composée également des petits villages de Séprais et Montavon.

## Géographie
La commune se trouve au sud du col des Rangiers, à 2 km au nord de la gare de Glovelier, sur la route cantonale menant de Porrentruy à Bienne.
Le territoire de Boécourt s'étend sur 12,35 km2. Lors du relevé de 2013-2018, les surfaces d'habitations et d'infrastructures représentaient 8,7 % de sa superficie, les surfaces agricoles 48,8 %, les surfaces boisées 41,6 % et les surfaces improductives 0,6 %.
Toute l'eau de la municipalité est dans les lacs.
La municipalité est située dans la région de Delémont, au sud de la jonction Les Rangiers sur la route Glovelier - Porrentruy. Elle se compose des villages de Boécourt, Séprais et Montavon.
Les communes de Bassecourt, Boécourt, Courfaivre, Glovelier, Saulcy, Soulce et Undervelier envisagent une fusion à une date ultérieure dans la nouvelle commune de Haute-Sorne.

## Toponymie
Le nom de la commune se compose d'un nom de personne germanique qui ne peut être déterminé avec certitude, de type Bodigast, Bodogast ou Bodogis, et du substantif roman corte (ferme, domaine agricole ou hameau, du latin cohorte, espace clos). Il signifie donc « village de Bodigast, Bodogast ou Bodogis ».
Sa première occurrence écrite date de 1141, sous la forme de Boescort.
Ses anciens noms allemands sont Biestingen et Büstingen.

## Population et société

### Surnom
Les habitants de la commune sont surnommés les Boélons (lé Bouè Lun en patois jurassien, soit les tripes longues, une maladie touchant les poules).

### Démographie

#### Évolution de la population
Boécourt compte 951 habitants au 31 décembre 2022 pour une densité de population de 77 hab/km2. Sur la période 2010-2019, sa population a augmenté de 7,3 % (canton : 5,1 % ; Suisse : 9,4 %).  

#### Pyramide des âges
En 2020, le taux de personnes de moins de 30 ans s'élève à 33,7 %, au-dessus de la valeur cantonale (33 %). Le taux de personnes de plus de 60 ans est quant à lui de 25,3 %, alors qu'il est de 28,1 % au niveau cantonal.
La même année, la commune compte 454 hommes pour 469 femmes, soit un taux de 49,2 % d'hommes, inférieur à celui du canton (49,5 %).
| Hommes | Classe d’âge | Femmes |
| ------ | ------------ | ------ |
| 1,1    | 90 ans ou +  | 1,1    |
| 7,3    | 75 à 89 ans  | 8,5    |
| 14,8   | 60 à 74 ans  | 17,7   |
| 25,6   | 45 à 59 ans  | 21,7   |
| 16,7   | 30 à 44 ans  | 18,1   |
| 19,4   | 15 à 29 ans  | 16,6   |
| 15,2   | - de 14 ans  | 16,2   |

| Hommes | Classe d’âge | Femmes |
| ------ | ------------ | ------ |
| 0,7    | 90 ans ou +  | 1,7    |
| 7,8    | 75 à 89 ans  | 10,1   |
| 17,7   | 60 à 74 ans  | 18,1   |
| 21,1   | 45 à 59 ans  | 21,4   |
| 18,1   | 30 à 44 ans  | 17,3   |
| 18,9   | 15 à 29 ans  | 16,9   |
| 15,7   | - de 14 ans  | 14,5   |

La migration représentait 1,8 %, tandis que les naissances et les décès représentaient -0,4 %.
La majorité de la population (en 2000) parle le français (744 ou 91,4 %) comme première langue, l'allemand est la deuxième langue la plus courante (32 ou 3,9 %) et l'italien la troisième (16 ou 2,0 %). Il y a trois personnes qui parlent le romanche.
En 2000, il y avait 328 personnes célibataires et jamais mariées dans la municipalité. Il y avait 425 personnes mariées, 34 veuves ou veufs et 27 personnes divorcées.
En 2000, la municipalité comptait 308 ménages privés et une moyenne de 2,6 personnes par ménage. Il y avait 66 ménages composés d'une seule personne et 29 ménages de cinq personnes ou plus. En 2000, 303 appartements (86,3 % du total) étaient occupés de façon permanente, tandis que 36 appartements (10,3 %) étaient occupés de façon saisonnière et 12 appartements (3,4 %) étaient vides.  En 2009, le taux de construction de nouveaux logements était de 4,7 nouveaux pour 1 000 habitants. Le taux d'inoccupation de la commune, en 2010, était de 2,07 %.

## Histoire

Photo aérienne (1955).

La première mention de Boécourt date de 1141, sous le nom de Biestingen, avec la fondation du couvent de Bellelay auquel la paroisse de Boécourt fut donnée.
Les localités sont apparues bien plus tard, sous la forme de petits bourgs agricoles. On relevait toutefois la présence de quelques moulins.
L’industrie horlogère et l'extraction importante de minerais de fer, jusqu'à la deuxième moitié du XXe siècle, ont provoqué la diminution du nombre d'agriculteurs.

## Armoiries
Le blason des armoiries municipales est d'azur, un costume d'or rubané et arqué avec trois mulets [de six] de même.

## Politique
Lors des élections fédérales de 2007, le parti le plus populaire était le PS qui a obtenu 29,12 % des voix. Les trois partis suivants les plus populaires étaient le PDC (24,83 %), l’UDC (17,61 %) et le PLR (17,38 %). Aux élections fédérales, 227 voix au total ont été exprimées et le taux de participation a été de 38,0 %.

### Maires
- depuis 2022 : Thierry Bourquard (PLR)[10]

- 2005 - 2022 : Michel Tobler (PLR)[11]
- 1997 - 2005 : Pierre Lovis (PLR)[12],[13]
- - 1996 (?) André Mazzarini (Parti socialiste)[14]
- 1985[15] - 1990 (?) : André Crevoisier (PS)
- 1973 - : Noël Schaffner[16]
- - 1973 : Paul Hernikat

## Économie
En 2010, Boécourt avait un taux de chômage de 3,9 %. En 2008, 38 personnes étaient employées dans le secteur économique primaire, avec une quinzaine d'entreprises impliquées dans ce secteur. 337 personnes étaient employées dans le secteur secondaire pour 13 entreprises. 59 personnes étaient employées dans le secteur tertiaire, avec 17 entreprises dans ce secteur.  Il y avait 403 résidents de la municipalité qui étaient employés dans une certaine mesure, dont les femmes représentaient 40,0 % de la main-d'œuvre.
En 2008, le nombre total d'emplois équivalents temps plein était de 383. Le nombre d'emplois dans le secteur primaire était de 26, tous dans l'agriculture. Le nombre d'emplois dans le secteur secondaire était de 324, dont 290 (89,5 %) dans l'industrie manufacturière et 32 (9,9 %) dans la construction. Le nombre d'emplois dans le secteur tertiaire était de 33. Dans le secteur tertiaire; 5 ou 15,2 % étaient dans la vente en gros ou au détail ou la réparation de véhicules automobiles, 2 ou 6,1 % étaient dans le mouvement et l'entreposage de marchandises, 7 ou 21,2 % étaient dans un hôtel ou un restaurant, 2 ou 6,1 % étaient des techniciens ou des scientifiques 7 ou 21,2 % étaient scolarisés.
En 2000, il y avait 309 travailleurs qui faisaient la navette dans la municipalité et 249 travailleurs qui faisaient la navette. La municipalité est un importateur net de travailleurs, avec environ 1,2 travailleur entrant dans la municipalité pour chaque départ. Environ 19,4 % de la main-d'œuvre entrant à Boécourt provient de l'étranger.  7,7 % de la population active a utilisé les transports en commun pour se rendre au travail et 63% a utilisé une voiture privée.

## Religion
La paroisse, mentionnée à partir du XIIe siècle, est rattachée à celle de Bassecourt en 1412, puis rétablie. Elle comprend à partir de 1611 la paroisse Saint-Martin avec Montavon. Un religieux de Bellelay dessert Boécourt de 1692 à la Révolution française. La paroisse est rétablie en 1802 après le concordat.
D'après le recensement de 2000, 641 ou 78,7 % étaient catholiques romains, tandis que 61 ou 7,5 % appartenaient à l'Église réformée suisse. Du reste de la population, 33 individus (soit environ 4,05 % de la population) appartenaient à une autre église chrétienne. Il y avait 1 individu qui était islamique. 72 (soit environ 8,85 % de la population) n'appartiennent à aucune église, sont agnostiques ou athées, et 22 individus (soit environ 2,70 % de la population) n'ont pas répondu à la question.

## Éducation
À Boécourt, environ 242 ou (29,7 %) de la population ont achevé le deuxième cycle de l'enseignement secondaire non obligatoire, et 69 ou (8,5 %) ont achevé des études supérieures supplémentaires (soit à l'université soit dans une haute école spécialisée). Sur les 69 diplômés de l'enseignement supérieur, 60,9 % étaient des Suisses, 29,0 % des étrangers.
Le système scolaire du canton du Jura prévoit deux années de maternelle non obligatoire, suivies de six années d'école primaire. Elles sont suivies de trois années obligatoires de premier cycle du secondaire où les élèves sont séparés selon leurs capacités et leurs aptitudes. Après le premier cycle du secondaire, les élèves peuvent fréquenter un lycée facultatif de trois ou quatre ans, suivi d'une certaine forme d'enseignement supérieur, ou ils peuvent entrer en apprentissage.
Au cours de l'année scolaire 2009-2010, aucun élève ne fréquentait l'école à Boécourt. En 2000, 71 élèves de Boécourt fréquentaient des écoles à l'extérieur de la municipalité.